# VMware ThinApp
VMware ThinApp (anteriormente conhecido como Thinstall) é um software de virtualização desenvolvido pela VMware.

## Funcionalidades
A principal função do VMware ThinApp é compartilhar um aplicativo que está em um servidor a vários usuários, sem necessidade de instalação, com path centralizado, e independente do sistema operacional usado pelo usuário, economizando assim espaço no datastore, tempo para a implantação e reparos, e evitando conflitos entre versões diferentes do mesmo applicativo.

## Compatibilidade de software
Alguns software não pode ser virtualizado com o VMware ThinApp, incluindo:
- Qualquer software que precise de drivers para funcionar
- Software já incluído com o Microsoft Windows

PS: o Internet Explorer 6 que faz parte do Windows pode ser virtualizado e utilizado em maquinas com o Windows 7. Esta é uma opção a aplicações que foram escritas para rodar apenas no Internet Explorer 6 e o cliente possui o Windows 7.